# Umizaru
Umizaru (海猿?  lit. Monos de Mar) es una serie manga creada por Shūhō Satō. Fue serializada por Shogakukan en la revista 'Weekly Young Sunday de 1998 a 2001. Yōichi Komori tiene el crédito de la idea original de la serie e hizo investigaciones para hacerla más auténtica.
la serie se enfoca en Daisuke Senzaki, un oficial de la Guardia Costera de Japón, y narra historias de rescates de hundimientos y otros incidentes donde la guardia costera juega un rol importante. La trama de la serie fue inspirada en situaciones reales que sucedieron mientras el manga era escrito por Satō.
El manga fue adaptado a dos especiales en alta definición para la televisora NHK, tres películas y una serie dramática.